# M4 (мини-альбом)
M4 — первый мини-альбом канадской инди-рок группы Faunts, выпущенный 22 сентября 2006 года в жанре электроник-рок. Альбом известен тем, что одна из его композиций — «M4 (Part II)» — была включена в саундтрек ролевой видеоигры Mass Effect и прозвучала в её финальных титрах, что принесло группе всемирную известность.
Музыка создавалась в качестве саундтрека для трёх короткометражных фильмов, один из которых дал название альбому. Переработав записанный материал, Faunts выпустила пластинку в 2006 году и переиздала в 2007. Обработанные композиции из M4 вошли в сборник Faunts Remixed. Райан Босварт в Эдмонтоне снял видеоклип на композицию «M4 (Part II)».
Альбом получил положительные отзывы как от критиков, так и от слушателей. Композиция «M4 (Part II)» вошла в список лучших песен в титрах видеоигр. Критики отмечали, что песня обладает грустным текстом и из-за этого не подходит Mass Effect. Однако, по мнению нескольких рецензентов, из-за специфичного звучания композиция звучит футуристично и придаёт игре грандиозное завершение.

## История

### Создание
Faunts начала работу над новым мини-альбомом в 2005 году. Первоначально музыка предназначалась для трёх короткометражных фильмов, снятых канадской организацией Film and Video Arts Society. На основе наработок к этим фильмам группа начала подготовку материала к мини-альбому. Один из фильмов назывался M4, для него были записаны две композиции: «M4 (Part I)» и «M4 (Part II)». Работая над новой пластинкой, группа сократила уже записанный материал, переписала сочинённую музыку и добавила в композиции вокал. Также в процессе записи Faunts решили активнее использовать клавишные, драм-машины и гитары, а барабанам, напротив, дать меньше места. В отличие от High Expectations/Low Results, при создании которого авторы стремились сделать его как можно более разнообразным, данный альбом был выполнен в одном жанре.
Основную работу по созданию M4 выполнял Джоэль Хичкок. Во время создания альбома к группе присоединилось несколько человек. Клавишник Роб Батке присоединился к группе весной 2006 года, чтобы подготовиться к туру по Америке. А басист Скотт Галлант — осенью, прямо перед выходом мини-альбома, что окончательно сформировало состав группы. Обложку для альбома нарисовали Тим и Линсдей Батке. Дэйв Свенсон и Натан Ситтлер помогали в написании текста песен. Мини-альбом был выпущен в цифровом формате 22 сентября 2006 года. По словам Роба Батке это было сделано из-за дороговизны печати обложек. Альбом был выпущен 11 декабря 2007 года на лэйбле Friendly Fire Recordings с тиражом в 500 экземпляров. Однако до выхода Mass Effect альбом так и не стал популярным за переделами Эдмонтона.

### Приход популярности
Много людей говорят: «Нам нравятся ваши песни, мы любим вашу музыку», и это просто потрясающе, ведь BioWare могла выбрать кого угодно. Мы чувствуем себя очень удачливыми, потому что они выбрали нас.
В саундтрек Mass Effect «M4 (Part II)» попала случайно. Группа Faunts располагалась в том же городе, что и компания BioWare, создавшая Mass Effect. Среди разработчиков этой студии были друзья Роба Бакте. Кейси Хадсон, руководивший разработкой игры, для финальных титров искал музыку в стиле восьмидесятых. Работавший в Bioware друг Роба показал Хадсону только что вышедший мини-альбом. Пластинка понравилась Хадсону, и композиция «M4 (Part II)» была включена в саундтрек видеоигры.
Это принесло группе рост популярности, страница группы на Myspace постоянно была заполнена сообщениями людей со всего мира. Скотт Галлант заявил, что они не ожидали такого успеха и не думали, что Mass Effect станет популярной игрой. На 7 января 2008 года количество просмотров превысило 100 тысяч (для сравнения, за два года до выхода M4 Faunts набрали лишь треть от этого числа). В феврале Джек Уолл, композитор ролевой игры, пытался убедить группу выступить на концерте с «M4 (Part II)», но они отказались. Чуть позже Уолл лично звонил одному из артистов с той же просьбой. Несмотря на ажиотаж, группа решила не останавливаться и не жить за счёт Mass Effect, а развиваться и писать новые композиции.

### После выхода
После записи M4 клавишник Джоэль Хичкок ушёл из группы и уехал на остров Ванкувер в город Виктория, чтобы продолжить обучение в области гомеопатии. По словам одного из членов группы, альбом был «чем-то вроде прощания с ним». После выхода альбома группа пообещала на предстоящем концерте показать короткометражные фильмы, с которых началось его создание.
В 2008 году был выпущен сборник ремиксов Faunts Remixed, в который вошли песни из High Expectations/Low Results и M4. Идея сборника у группы возникла давно, но они думали, что часто такие альбомы звучат «поспешно и неинтересно». Поучаствовать в создании ремиксов музыканты предложили своим друзьям, а лейбл Friendly Fire Recordings помог им подобрать музыкантов. В результате были приглашены друзья актёров San Serac и Грэм Лессард. Также в создании композиций поучаствовали Cadence Weapon, Dietzche V and the Abominable Snowman и The Paronomasiac. Помимо них музыканты из Faunts создавали свои ремиксы. При создании ремиксов приглашённые музыканты выбирали то, что им нравилось, а группа следила за тем, чтобы они не создавали много ремиксов одной и той же песни. Faunts была очень впечатлена проделанной ими работой. Гитарист Роб Батке заявил, что больше всего им понравилась «M4 (Part I)» от DVAS. В результате было создано 14 композиций общей длиной 80 минут. Данный сборник был выпущен в цифровом формате. Роб Батке в интервью заявил, что на создание их следующего альбома Feel.Love.Thinking.Of повлияли High Expectations/Low Results и M4, так как на первую оказал значительное влияние пост-рок, а у мини-альбома было «электронное настроение».

## Об альбоме
Продолжительность M4 составляет 40 минут, но так как в нём всего пять песен, то он является мини-альбомом, что очень веселило создателей пластинки. Большинство композиций в мини-альбоме размеренные и спокойные, в них используются синтезаторы и клавишные инструменты. Критики нашли примечательным то, что в пластинке задействованы гитары, что для произведений в жанре шугейз нехарактерно. Само звучание композиций напоминает творчество разных групп в жанре электронной музыки, таких как New Order или Ульриха Шнауса. Музыка в данной пластинке, по сравнению с предыдущим творением Faunts, более походит на эмбиент. Тем не менее, они различаются по настроению и ритму, например, «M4 (Part II)» звучит как рок-баллада из 80-х, а «Sleepwalker» (с англ. — «Лунатик») представляет собой слегка гипнотизирующую песню в духе Joy Zipper. Некоторые композиции могут начинаться тихо, а затем постоянно нарастать темп. Однако при этом песни дополняют друг друга, не нарушая целостности пластинки. По сравнению с High Expectations/Low Results пластинка имеет более определённое звучание, непосредственно относящееся к электронной музыке. В некоторых песнях присутствует тихий вокал Тима Батке и Стивена Батке.

### Видеоклип
Музыкальный клип «M4 (Part II)» был снят в 2008 году Райаном Босвортом. Режиссёр продолжил сотрудничество с Faunts, сняв второй клип со следующего альбома группы — Feel.Love.Thinking.Of. «M4 (Part II)» был снят небольшой командой на складе в Эдмонтоне. При съёмке активно использовался зелёный экран, на котором выступали музыканты по отдельности. При монтаже Босворт совместил отснятый материал, чтобы казалось, что они пели вместе. Сандра Спероунс из Edmonton Journal назвала видеоклип поразительным, а события, происходящие в нём, «мучительными». По сюжету клипа краб, взобравшийся на песчаный замок, убивает своих сородичей, чтобы те не заняли его место. После того, как тот осознал содеянное, его, одинокого и беспомощного, съедают чайки. Музыканты Faunts присутствуют в клипе, исполняя песню в пещере.

## Восприятие
| Оценки критиков | Оценки критиков |
| Источник        | Оценка          |
| --------------- | --------------- |
| Tiny Mix Tapes  | [ 9 ]           |
| Popmatters      | [ 14 ]          |

Мини-альбом был хорошо принят критиками и слушателями. Майкл Шмидт на сайте SoundCheck заявил, что второй студийный альбом группы, Feel.Love.Thinking.Of является продолжением M4. По мнению рецензента с сайта XLR8R M4 установил высокую планку для будущих релизов Faunts. После выхода пластинки группа приобрела мировую известность, а композиция «M4 (Part II)» стала ассоциироваться с игрой. Мэтт Слайбо в журнале The Agit Reader положительно отозвался о Faunts Remixed. Он заявил, что это хороший пример сборника ремиксов.
Доминик Умиле из Popmatters отметил, что музыка в альбоме M4 довольно разнообразная и пригодна для того, чтобы стать саундтреком фильма, хоть и её потенциал до конца не раскрыт. По его мнению, и вокал, и сама музыка выполнены очень хорошо, поэтому альбом звучит убедительно. Также критик отметил, что Faunts хорошо передали меланхоличное настроение в своих песнях. По мнению критика из Tiny Mix Tapes, звучание некоторых произведений похоже на New Order, а настроение песен разнообразное. Критик похвалил плавные переходы между композициями и отметил, что группа улучшила качество своей музыки после High Respectations/Low Results. Также он заявил, что в творчестве Faunts есть много композиций, похожих на песни из M4, поэтому люди, ставшие фанатами группы благодаря Mass Effect не останутся разочарованными.

### «M4 (Part II)»
Больше всего внимания было привлечено композицией «M4 (Part II)». Критиками отмечалось, что грустный текст песни практически не соответствует сути игры. Несмотря на это, некоторые люди говорили, что первая песня в альбоме обладает «космической тематикой», поэтому она является если не идеальным, то подходящим выбором для титров Mass Effect и придаёт этой игре грандиозное завершение. На сайте Paste Magasine песня заняла 18 место из 20 в топе лучших песен в видеоиграх. Рецензент Натан Спайсер отметил, что благодаря изменённому вокалу и быстрым гитарным риффам в песне возникает футуристичная атмосфера. К тому же команда BioWare лестно отзывалась о данной композиции, благодаря этому она и попала в игру.
Однако Зак Звайзен с портала Kotaku решил, что «M4 (Part II)» звучит неуместно в титрах игры, так как вместо ожидаемой оркестровой с хором или приглушённой и задумчивой музыки начинает играть песня, напоминающая рингтон. Он предположил, что такое решение BioWare приняла, так как Mass Effect была причудливой по сравнению с другими научно-фантастическими вселенными. Также Звайзен был крайне удивлён, что песня прозвучала и в переиздании космической оперы — Mass Effect: Legendary Edition.

## Список композиций
| №                   | Название                                                         | Длительность |
| ------------------- | ---------------------------------------------------------------- | ------------ |
| 1.                  | «M4 (Part II)» (Также выпущена в составе саундтрека Mass Effect) | 8:18         |
| 2.                  | «Sleepwalker»                                                    | 7:43         |
| 3.                  | «M4 (Part I)»                                                    | 9:18         |
| 4.                  | «Meno Mony Falls»                                                | 5:54         |
| 5.                  | «Of Nature»                                                      | 8:08         |
| Общая длительность: | Общая длительность:                                              | 39:21        |

## Участники записи
Faunts
- Стивен Батке — вокал, гитара
- Тим Батке — вокал, гитара, клавишные
- Джоэль Хичкок — клавишные
- Пол Арнуш — барабаны

Другой персонал
- Грэхем Лессард — сведение
- Фил Деметро — мастеринг
- Линсдей Батке, Тим Батке — дизайн